# Halloy-lès-Pernois
Halloy-lès-Pernois is een gemeente in het Franse departement Somme (regio Hauts-de-France) en telt 375 inwoners (2005). De plaats maakt deel uit van het arrondissement Amiens.

## Geografie
De oppervlakte van Halloy-lès-Pernois bedraagt 6,2 km², de bevolkingsdichtheid is 60,5 inwoners per km².
De onderstaande kaart toont de ligging van Halloy-lès-Pernois met de belangrijkste infrastructuur en aangrenzende gemeenten.

## Demografie
Onderstaande figuur toont het verloop van het inwonertal (bron: INSEE-tellingen).